# Ramatoulaye (Burkina Faso)
Pour les articles homonymes, voir Ramatoulaye.
Ramatoulaye est une commune rurale située dans le département de Satiri de la province du Houet dans la région des Hauts-Bassins au Burkina Faso.

## Géographie
Ramatoulaye est localisée à 16 km au nord-est de Satiri et à environ 60 km au nord-est de Bobo-Dioulasso. La commune est traversée par la route nationale 10.

## Éducation et santé
Le centre de soins le plus proche de Ramatoulaye est le centre de santé et de promotion sociale (CSPS) de Kadomba.